# Joué-lès-Tours
Joué-lès-Tours è un comune francese di 36 548 abitanti situato nel dipartimento dell'Indre e Loira nella regione del Centro-Valle della Loira.

## Storia

### Simboli
Lo stemma è stato adottato nel 1971.

## Società

### Evoluzione demografica
Abitanti censiti

## Amministrazione

### Gemellaggi
- Hechingen, dal 1973
- Santa Maria da Feira, dal 1989
- Città di Castello, dal 1991
- Ayrshire Orientale, dal 1996[senza fonte]
- Ogre, dal 2005